# 沖縄県立武道館
沖縄県立武道館（おきなわけんりつぶどうかん）は、沖縄県那覇市の沖縄県営奥武山公園内にある武道館である。

## 歴史
1995年2月1日に開館。アリーナは最大3000名収容可能で、武道以外にもコンサート、展示会などの開催に対応できる。
2010年、美ら島沖縄総体では弓道、なぎなた、柔道が開催された。
2012年、ミス・インターナショナル世界大会が当地で開催され、吉松育美が日本人として同コンクール初のグランプリに輝いた。
2018年、翁長雄志前沖縄県知事県民葬が当地で執り行われた。
2019年、南部九州で開催の感動は無限大 南部九州総体 2019では相撲となぎなたが開催。
2023年、全日本東西対抗剣道大会が開催。

## 沖縄県立奥武山公園体育館
沖縄県立奥武山公園体育館（おきなわけんりつおうのやまこうえんたいいくかん）は、かつて沖縄県立武道館がある場所に建っていた施設。

### 歴史
海邦国体では柔道の試合会場として使用されていた。また、ボクシングの世界タイトルマッチやプロレスの興行も開催されていた。プロレスラーの藤波辰爾の著名なエピソードでもある飛龍革命は、この試合会場である。